# Der Idiot (Weinberg)
Der Idiot (russisch Идиот) ist eine Oper in vier Akten und zehn Bildern (op. 144) von Mieczysław Weinberg. Die Oper entstand 1986/87. Die Uraufführung einer Kurzfassung fand am 19. Dezember 1991 an der Moskauer Kammeroper statt. Das vollständige Werk wurde erst am 9. Mai 2013 unter der Leitung von Thomas Sanderling am Nationaltheater Mannheim uraufgeführt. Das Libretto von Alexander Medwedew basiert auf Fjodor Dostojewskis Roman Der Idiot.

## Instrumentation
Die Orchesterbesetzung der Oper enthält die folgenden Instrumente:
- Holzbläser: drei Flöten (auch Piccolo), drei Oboen (auch Englischhorn), vier Klarinetten (auch Es-Klarinette und Bassklarinette), drei Fagotte (auch Kontrafagott)
- Blechbläser: vier Hörner, drei Trompeten, drei Posaunen, Tuba
- Pauken, Schlagzeug: Triangel, kleine Trommel, große Trommel, Glocke, Glockenspiel, Xylophon, Marimba
- Harfe
- Celesta
- Streicher
- Bühnenmusik: Klavier

Außerdem gibt es eine reduzierte Fassung für kleines Orchester:
- Holzbläser: eine Flöte (auch Piccolo), zwei Oboen, eine Klarinette (auch Es-Klarinette), ein Fagott (auch Kontrafagott)
- Blechbläser: zwei Hörner, eine Trompete, eine Posaune
- Pauken, Schlagzeug (zwei oder drei Spieler): Tamburin, große Trommel, Tamtam, Glocke, Glockenspiel, Xylophon, Marimba
- Harfe
- Celesta
- Streicher
- Bühnenmusik: Klavier

## Werkgeschichte
Mieczysław Weinbergs letzte Oper Der Idiot entstand in den Jahren 1986/1987. Sie basiert auf dem „polyphonen“ Roman Der Idiot von Fjodor Michailowitsch Dostojewski. Nach der Aufführung einer reduzierten Fassung an der Moskauer Kammeroper am 19. Dezember 1991 in der Regie von Boris Pokrowski kam es erst am 9. Mai 2013 zur vollständigen Uraufführung am Nationaltheater Mannheim unter der musikalischen Leitung von Thomas Sanderling. Die Regie hatte Regula Gerber, das Bühnenbild stammte von Stefan Mayer, die Kostüme von Falk Bauer, das Lichtdesign von Nicole Berry und die Video-Einspielungen von Thilo David Heins. Es sangen und spielten Dimitry Golovnin (Fürst Myschkin), Ludmila Slepneva (Nastassja Filippowna), Steven Scheschareg (Rogoschin), Lars Møller (Lebedjew), Alexander Vassiliev (Jepantschin), Elzbieta Ardam (Jepantschina), Anne-Theresa Møller (Aglaja), Cornelia Ptassek (Alexandra), Diana Matthess (Adelaida), Gunter Möckel (Iwolgin), Katharina Göres (Warwara), Bryan Boyce (Totzki), Uwe Eikötter (Gawrila Ardalionowitsch), Robert Schwarts (Messerschleifer) und Helga Arnold (Nina Alexandrowna Iwolgina). Die Produktion wurde bei der Kritikerumfrage der Opernwelt 2013 mit der gleichen Stimmenzahl wie George Benjamins Written on Skin zur „Uraufführung des Jahres“ gewählt. Ein Mitschnitt erschien bei Pan Classics auf CD.
In Russland wurde die vollständige Oper am 6. Juli 2016 am Mariinsky-Theater unter der Leitung von Thomas Sanderling (Dirigent) und Alexei Stepanjuk (Regie) aufgeführt. Am Bolschoi-Theater kam sie erstmals am 12. Februar 2017 zur Aufführung, dirigiert von Michał Klauza und inszeniert von Yevgeny Arye.
Die österreichische Erstaufführung erfolgte im April 2023 am MusikTheater an der Wien im MuseumsQuartier unter der Regie von Vasily Barkhatov. Für internationale Aufmerksamkeit sorgte im Folgejahr die Aufführung im Rahmen der Salzburger Festspiele in einer Inszenierung von Krzysztof Warlikowski und mit den Wiener Philharmonikern unter der musikalischen Leitung von Mirga Gražinytė-Tyla.

## Aufnahmen
Ein Live-Mitschnitt aus dem Nationaltheater Mannheim erschien 2015 auf drei CDs des Labels Pan Classics. Als Video mit einer Spieldauer von 196 Min. erschien im Juli 2025 auf Blu-ray bzw. zwei DVDs die Produktion bei den Salzburger Festspielen 2024 beim Label Unitel Edition.